# Сыромятников, Александр Адрианович
Александр Адрианович Сыромятников (3 [15] июля 1859, Тобольск — 4 [17] августа 1912, Тобольск) — тобольский промышленник, купец, участник в уральской экспедиции Д. И. Менделеева в июле 1899 года, первый издатель и главный редактор тобольской газеты «Сибирский листок».

## Биография
Родился 3 июля 1859 года в Тобольске в семье тобольского второй гильдии купца, владельца винокуренного завода.
Закончил Тобольскую губернскую гимназию, где обучался в течение 7 лет. В книге из личной библиотеке А. А. Сыромятникова «Жизнеописание Плутарха» отмечено: «Педагогический Совет Тобольской Гимназии в поощрении отличных успехов и примерного поведения ученика 1-го класса Александра Сыромятникова, наградил его настоящею книгою при похвальном листе на публичном акте Гимназии. Сентября 8 дня 1870 года»
Поступил в Московское техническое училище в качестве вольнослушателя. Читал запрещенные издания, которые получал от студента Петровского Земледельческого академии Полякова. Через год возвратился в Тобольск и служил в конторе отца. 12 июня 1879 года им был получен из Москвы пакет с землевольческими изданиями, а 18 июня был арестован. При обыске у него были обнаружены «Вперед» и другие запрещенные издания. С 21 июня 1879 года по 16 октября 1879 года содержался в Тобольском тюремном замке. 9 августа 1879 года покушался на самоубийство. Освобожден из тюрьмы и отдан под строгий домашний арест, от которого освобожден 28 июля 1880 года с отдачею на поруки отца под денежный залог в 500 рублей.
Содержался под стражей с 5 по 11 марта 1881 года по обвинению в произнесении в нетрезвом виде «дерзких слов» против царя и в сочувствии делу 1-го марта. Дело по рассмотрении Тобольского губернским судом прекращено. В апреле-июне 1881 года подозревался в подговоре крестьянина А. Кондренко к убийству Тобольского губернатора Лысогорского. В феврале 1882 года обвинялся в имении стихотворений «преступного содержания», найденных у него при обыске, и в сборе денег с «противозаконною политической целью». В административном порядке с подчинением гласному надзору полиции в избранном им месте жительства на два года.
В 1885 году участвовал в экспедиции на Северный Урал по реке Большая Харута с целью поисков залежей медной руды. По результатам экспедиции была составлена Н. Подревским книга «Поездка на Северный Урал летом 1892 года» по дневникам А. А. Сыромятникова и А. А. Андреева.
Учредитель, первый издатель и главный редактор газеты «Сибирский листок» в 1890—1894 годах. Первый выпуск вышел в свет 20 декабря 1890 года. В газете печатались работы известных сибирских публицистов Ядринцева, Швецова, Кауфмана, Чудновского. Одним из первых Александр Адрианович предоставлял работу политическим ссыльным.
В «Календаре Тобольской губернии на 1895 год» отмечено, что А. А. Сыромятников владел винокуренным и пиво-медоваренный заводом, располагающиеся в Вершинском предместье. На заводах производился: спирт, хлебное вино, рябиновая и княженичная наливки, минеральные и фруктовые воды, пиво, мёд. Водочные изделия А. А. Сыромятникова на Екатеринбургской выставке 1887 года были удостоены бронзовой медали от министерства финансов и на Казанской выставке 1890 года малой серебряной медали.
В его магазинах продавались крупы, копченые языки, бочки и бочонки дубовые и лиственные разных размеров, жернова. Торговал и породистыми лошадьми, рогатым скотом. Вороной жеребец Араб, на Тюменском ипподроме получил второй приз в честь почетного члена Общества Константина Логиновича Вахтера. Заграничные ликёры, коньяки, марсала, художественные открытки, выдаваемые в качестве премии на каждый рубль с покупки, реклама в местных газетах, ежегодных календарях Тобольской губернии. Тобольская лечебница для приходящих бедных больных неоднократно получала от него пожертвования медикаментами, посудой, перевязочными средствами, спиртом.
Являлся членом-соревнователем Тобольского губернского музея c 14 октября 1890 года, оказывал помощь библиотеке музея. На средства А. А. Сыромятникова, согласно отчёту библиотекаря С. Н. Мамеева, был издан «Указатель книг о Сибири, вышедших в 1892 году». Заведовал хозяйством Тобольской общины сестер милосердия, являлся товарищем председателя распорядительного комитета Тобольского губернского музея, гласным городской думы, инициировал раскопки урочища «Искер», входил в состав губернского статистического комитета.
В июле 1899 года принимал участие в уральской экспедиции Д. И. Менделеева, предоставил материал для книги «Уральская железная промышленность в 1899 году».
Летом 1910 года профинансировал экспедицию на реку Конда для собирания этнографического и естественно-исторического материалов музеем.
Александр Адрианович скончался внезапно на 53 году жизни 4 августа 1912 года. Его имущество унаследовали дети Александр, Мария и Александра. Они обещали продолжить дело отца под фирмой «Наследники Сыромятникова».